# Polyptyque
Pour les articles homonymes, voir Polyptyque (homonymie).

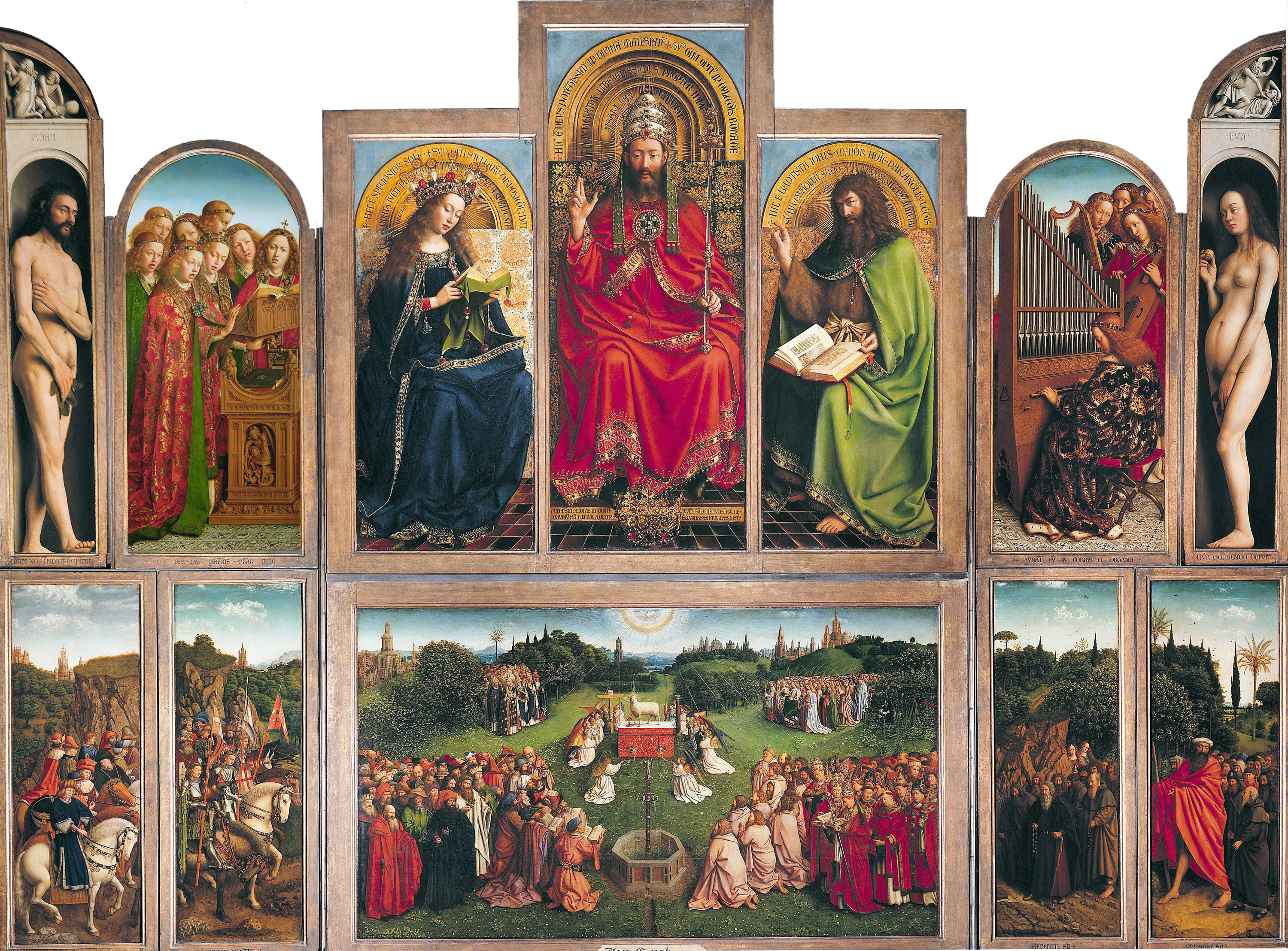
Polyptyque L'Agneau articulé à panneaux surmontés de pinacles

Un polyptyque est un ensemble de panneaux peints (voire sculptés), articulé ou non.

## Ensemble de panneaux peints
Un polyptyque est un ensemble de panneaux peints ou sculptés, liés entre eux, comprenant souvent des volets pouvant se replier sur une partie centrale.
On parle précisément de diptyque et de triptyque pour ceux comportant 2 ou 3 panneaux et de polyptyque (en général) pour ceux comportant plus de panneaux (certains étant peints recto-verso).
Les termes tétraptyque, pentaptyque, hexaptyque, heptaptyque et octoptyque, respectivement 4, 5, 6, 7 et 8 panneaux, sont peu usités bien que plus précis.

## Moyen Âge et Renaissance
De très nombreux polyptyques furent peints pendant le Moyen Âge et la Renaissance, pour servir de retables dans les églises. Les retables étaient posés sur l'autel et avaient vocation à ouvrir des portes sur le divin. L'organisation du retable, son iconographie et ses couleurs étaient pensées en fonction de l'usage liturgique envisagé par le commanditaire de l'œuvre. 
Certains sont des chefs-d'œuvre :
- L'Agneau mystique des frères Jan van Eyck[2]
- Le Jugement dernier de Rogier van der Weyden[3],[4]
- Le Jugement dernier de Hans Memling
- le retable d'Issenheim de Matthias Grünewald[5],[6]
- Le Jardin des délices de Jérôme Bosch[7]
- le retable de San Zeno du peintre Andrea Mantegna, à Vérone
- etc.

### Terminologie

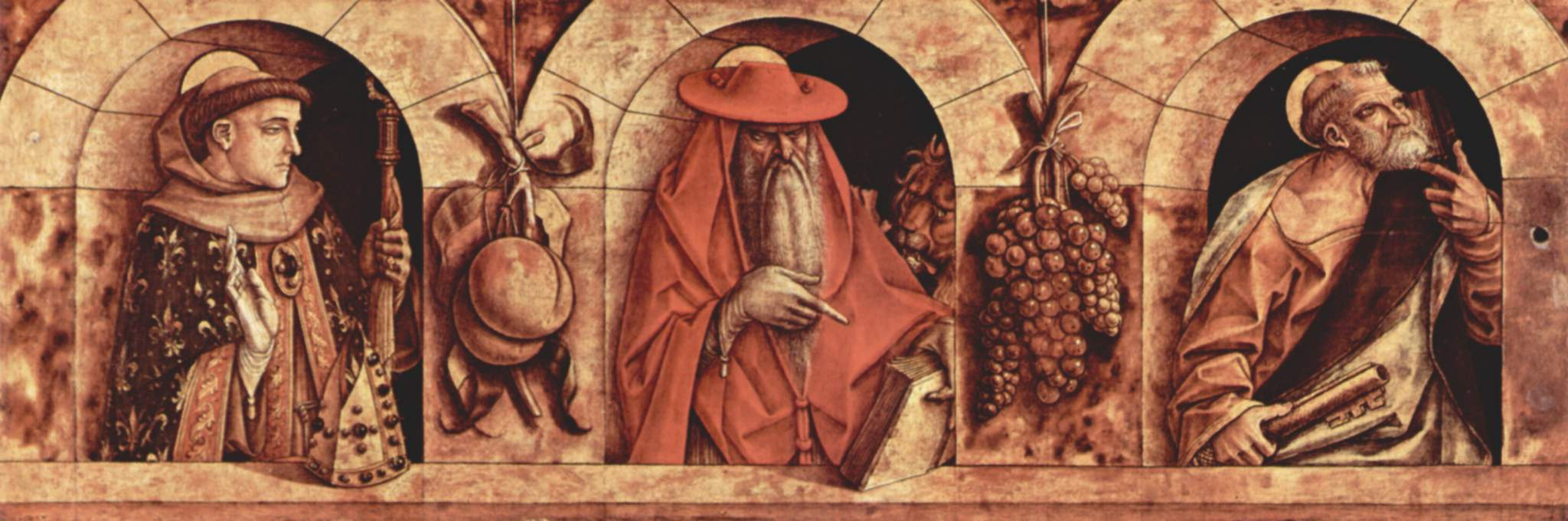
Prédelle d'un polyptyque de Carlo Crivelli

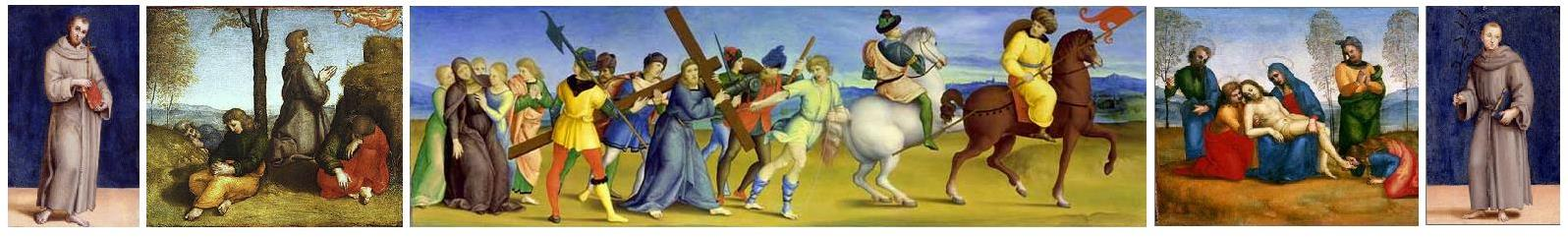
Prédelle du polyptyque Colonna de Raphaël

Les panneaux principaux, centraux et latéraux, supérieurs et inférieurs s'accompagnent souvent d'une prédelle, un ensemble de petits tableaux rassemblés dans une composition horizontale dans le bas du polyptyque. Cette prédelle est l'occasion de compléter le sujet principal par un cycle de scènes annexes (scènes de la Vie du Christ, de la Vie de la Vierge, etc.).
Comme pour le mobilier, qui se définit et s'ouvrage à la Renaissance, les nombreux termes des détails des décorations sculptées sont issus de la terminologie de l'architecture, car issus des mêmes talents des artistes-sculpteurs qui étaient souvent également employés comme architectes :
- la caisse ou huche, le panneau principal de l'ensemble ;
- les pilastres qui séparent les différents panneaux ;
- le gâble, pour le fronton triangulaire du dessus ;
- le clocheton, pour les pointes effilées surmontant les pinacles ;
- le pinacle, pour la terminaison supérieure en pointe des panneaux du registre supérieur ;
- le registre pour les panneaux d'un même niveau horizontal ;
- le couronnement, pour le registre supérieur ;
- le contrefort, pour le bois latéral tenant le retable à l'autel.

Certains termes sont issus directement de la langue italienne :
- Pala, pour le retable d'un seul tenant ;
- Dextre, pour la partie droite ;
- Senestre, pour la partie gauche ;
- Dossale, pour un retable crénelé en haut ;
- Disdascalia, pour les textes inscrits dans le tableau.

Ou de la langue espagnole :
- Guardapolvos, pour les retables espagnols du XVe siècle.

Ces ensembles, composés de multiples panneaux, ont souvent été démembrés (smembrato), et dispersés entre plusieurs propriétaires. Le rassemblement des pièces dispersées, acquises par de nombreux et différents musées, pose un problème pour leur reconstitution.

## Période moderne
Un certain nombre d'artistes ont repris cette disposition dans leurs oeuvres comme Joan Miró, ou encore, dans l'Allemagne de l'entre-deux-guerres, Max Beckmann et Otto Dix. Otto Dix a peint deux polyptyques bien connus : La Guerre, et La grande ville. Se faisant, ses créations évoquent une tradition de l'art allemand, incarné notamment par certaines œuvres de Matthias Grünewald, et une forme d'art inspiré par la religion. La Guerre a une structure en bois, des volets mobiles et une prédelle. La grande ville est un triptyque, avec au centre la représentation d'un club de jazz des années 1920, et sur les deux côtés d'autres facettes des villes allemandes dans la même période : des rues sales et lépreuses, des prostituées, etc... Ces polyptyques évoque aussi un certain morcellement et la technique du collage utilisé par les dadaïstes. Max Beckmann a réalisé près d'une dizaine de polyptyques, dont le dernier a été achevé la veille de sa mort.

## Période contemporaine
De grands artistes contemporains comme Andy Warhol, Jean-Michel Basquiat, Pierre Soulages, Mark Rothko, Francis Bacon, Bill Viola ou Yan Pei-Ming ont utilisé ce procédé à grande connotation mystique dans certaines de leurs compositions picturales.
C'est pour réaliser une décomposition cinématique des instants ayant supposément précédés la pose figée dans le tableau Les Ménines de Vélasquez que le peintre péruvien Herman Braun-Vega structure ses œuvres sous la forme de polyptyques dans sa série Vélasquez mis à nu accompagné des Ménines dont le polyptyque principal, composé de 17 panneaux, fait partie des collections permanentes du Musée d'Antioquia à Medellin en Colombie. Issu de cette même série, le polyptyque Vélasquez allant à son chevalet fait partie de la collection du musée d'art Blanton d'Austin au Texas.

## Acception du terme en audiovisuel
Par analogie, on parle parfois de polyptyque pour désigner la technique de l'écran divisé, dans les productions audiovisuelles.